# Bill C-60

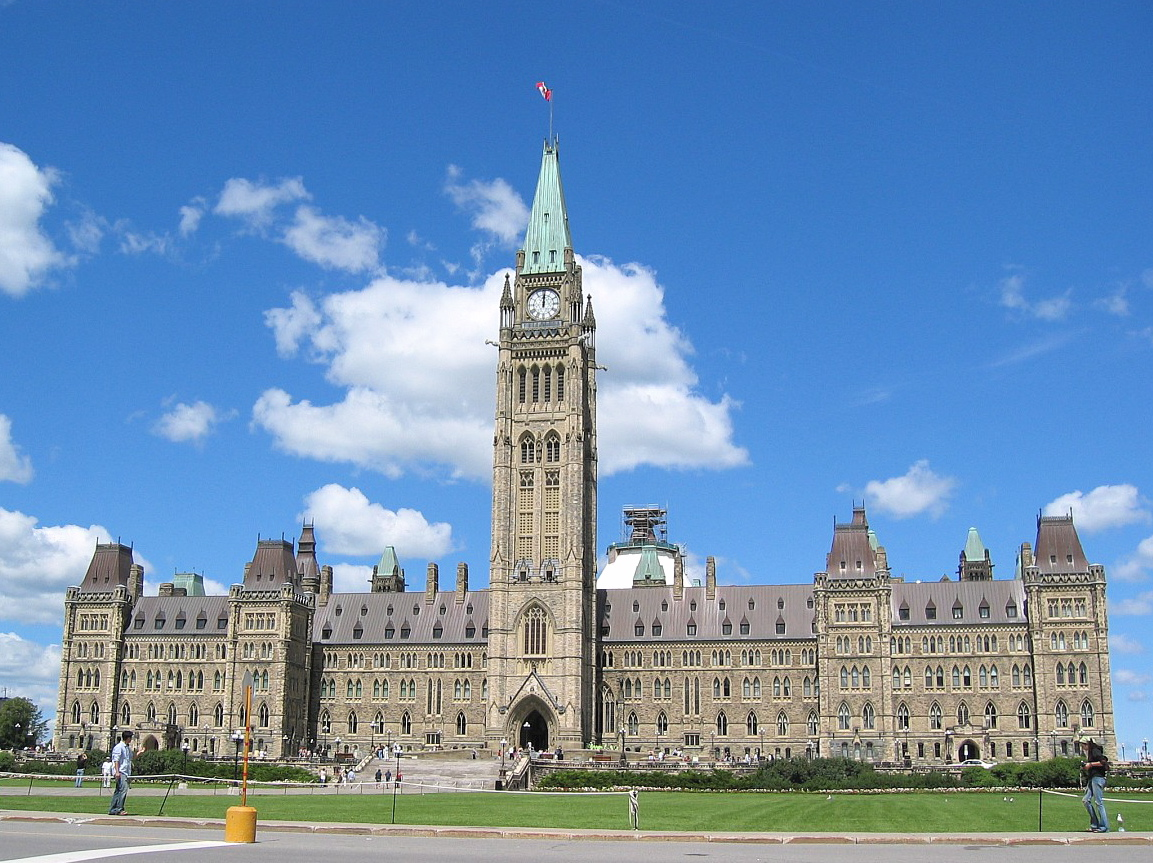
Здание канадского парламента

Bill C-60 — законопроект, вносящий изменения в канадский закон Об авторском праве, инициированный правительством Канады на первом заседании тридцать восьмой сессии парламента. Законопроект представил бывший министр канадского наследия и министр, ответственный за положение женщин Лиза Фрулла, затем министр промышленности Дэвид Эмерсон, как «закон О внесении поправок в закон Об авторском праве». Законопроект прошел первое чтение в палате общин Канады 20 июня 2005 года. 29 ноября 2005 года оппозиция выразила вотум недоверия парламенту. Роспуск парламента не позволил принять законопроект. В дальнейшем правительство внесло на обсуждение аналогичный законопроект под названием С-61.
В законопроекте C-60 в первую очередь были реализованы поправки, соответствующие нормативным обязательствам ВОИС. Канада стремится ратифицировать договор ВОИС по авторскому праву и ВОИС по Исполнениям и Фонограммам. В частности, в законопроекте рассматривались технологии защиты (TPMs) информации, права информационного менеджмента (RMI), компоненты управления цифровыми правами (DRM). В законопроект также включены обновлённые решения, касающиеся реформы авторского права по работе Интернета и цифровых технологий. Обновления касались также дистанционных технологий обучения, цифровых библиотечных технологий. Уделялось внимание также фотографии.
Bill C-60 являлся канадским эквивалентом авторского права цифрового тысячелетия (DMCA) в Соединенных Штатах Америки. Законопроект перед первым чтением обсуждался представителями общественности. Около 1800 канадцев подписали Петицию в защиту прав пользователей. Противники законопроекта увидели в законопроекте C-60 укрепление прав для правообладателей, при этом усмотрели в нём ущемление прав пользователей. Они обратились в правительство с просьбой «защитить творческие, культурные и социальные права человека».

## Содержание
Технологии защиты информации по законопроекту касаются доступу к произведениям, использование произведений, начиная от введения простых до сложных паролей и криптографических мер защиты. Они часто используются для защиты от копирования материалов и сочетаются с другими технологиями в рамках системы управления цифровыми правами.
Вместо явно запрещающего обхода защиты информации, законопроект C-60 обеспечивает средствами правовой защиты владельцев авторских прав. Эти положения также направлены на запрет для людей делать частные копии звукозаписей.
Информация в законопроекте защищается такая, которая привязана к материальной форме произведения, что позволяет идентифицировать произведение или его автора или описывает условия её использования.
Законопроект C-60 представил правообладателям средства защиты от изменений авторских работ.
Эти средства касаются произведений, которые: а) проданы или арендованы; б) распространяются в ущерб правообладателям; в) получены в результате торговли, распределения или продажи, аренды; г) импортированы в Канаду; или д) передаются по телефонной связи.

### Сеть сервис-провайдеров
Законопроект C-60 предусматривал, что сетевые провайдеры обязаны удалять Контент по решению суда. Однако, это потребовало создания системы оповещения провайдеров, написания заявлений о нарушении авторских прав, которые бы были направлены абоненту. В законе содержалось требование к поставщику сетевых услуг сохранять сведения об идентификации абонента в течение шести месяцев после получения уведомлении о нарушении авторских прав или в течение одного года — для судебных разбирательств. Несоблюдение этих правил должно было наказываться штрафом в размере до $10 000 для поставщика сетевых услуг.

### Поисковые системы
Упомянуты были в законопроекте С-60 и поисковые системы сетей поставщиков услуг. Эти вопросы были рассмотрены с одним замечанием, касающимся нарушения авторских прав через механизм кэширования поисковой системы. В законопроекте C-60 было указано, что поисковые системы могут по требованию удалить нелегальный материал из кэша или запретить кэширование нелегального контента.

### Одноранговая сеть
Законопроект C-60 не менял право делать частные копии материалов, защищённых авторским правом, но при этом ввёл ограничения на использование этих частных копий. В частности, законопроектом предлагалось сделать продажу, аренду, торговлю, распространение сделанных копий произведений запрещёнными по закону об авторском праве. Это означает, что если скачивание через пиринговые было проведено «для личного использования, а не для дальнейшего перераспределения, то здесь не будет никакого нарушения».